# Tàu hộ tống khu trục

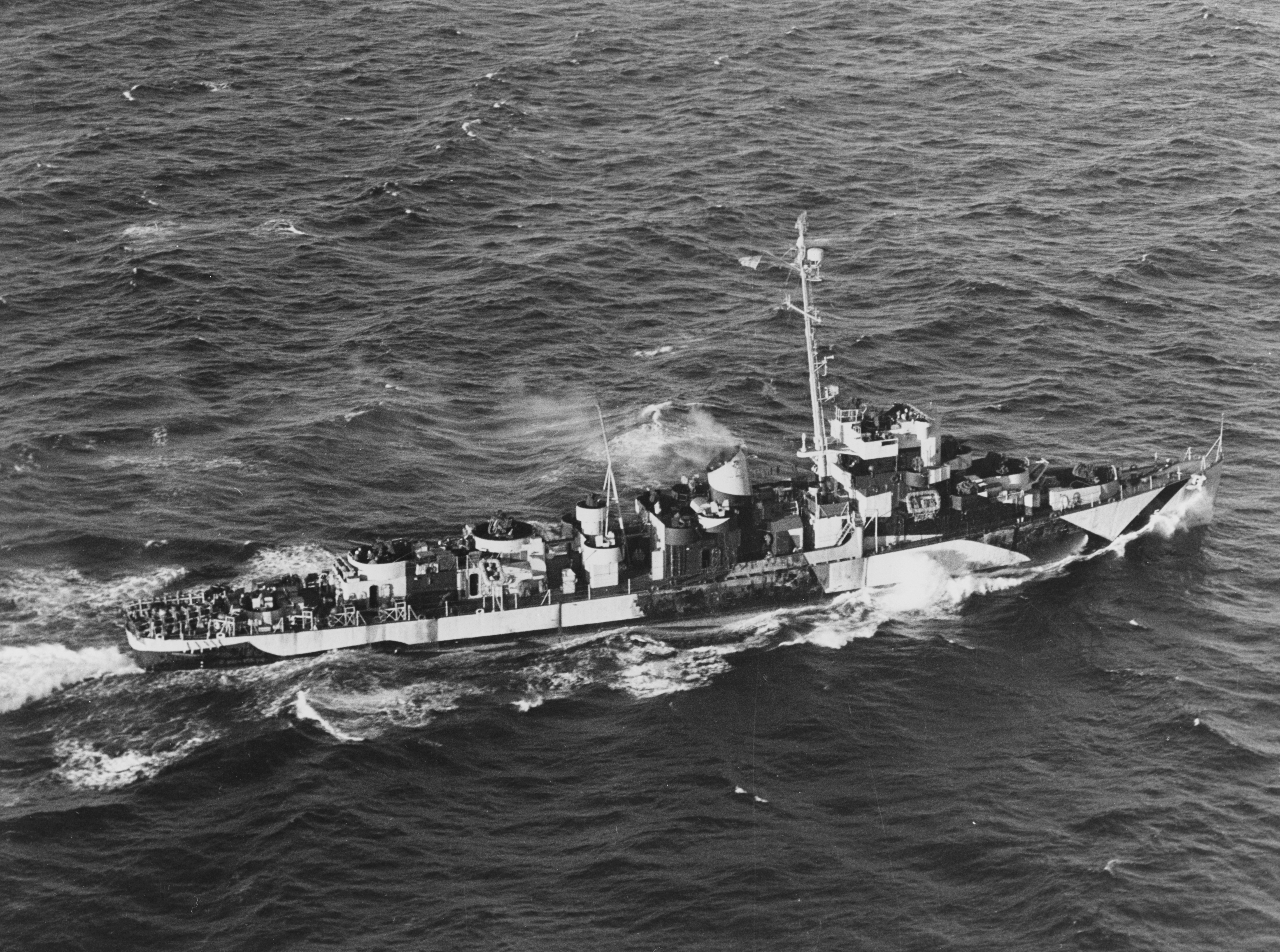
Tàu hộ tống khu trục USS Evarts của Hải quân Hoa Kỳ

Tàu hộ tống khu trục (tiếng Anh: destroyer escort, ký hiệu lườn DE) là một định danh của Hải quân Hoa Kỳ vào giữa thế kỷ 20 cho một lớp tàu chiến có vận tốc khoảng 20 hải lý trên giờ (23 mph), được thiết kế để hộ tống các đoàn tàu vận tải vượt đại dương. Hải quân Hoàng gia Anh và các nước Khối Thịnh vượng chung Anh xem chúng như những tàu frigate, và việc xếp lớp này được chấp nhận rộng rãi khi Hoa Kỳ xếp lại lớp những con tàu này thành frigate (ký hiệu lườn FF) vào năm 1975. Từ khoảng năm 1954 cho đến năm 1975, những tàu hộ tống khu trục (DE) mà Hoa Kỳ đóng mới được gọi là tàu hộ tống đại dương (ocean escort). Tàu khu trục hộ tống và tàu frigate được chế tạo hàng loạt trong Chiến tranh Thế giới thứ hai dành cho chiến tranh chống tàu ngầm, là một thay thế ít tốn kém hơn so với tàu khu trục hạm đội. Những kiểu tàu chiến tương tự trong hải quân các nước khác vào lúc đó bao gồm: 46 chiếc Kaibōkan với động cơ diesel của Hải quân Đế quốc Nhật Bản, 10 tàu hộ tống lớp F của Hải quân Đức quốc xã, và hai chiếc lớp Amiral Murgescu của Hải quân Romania.
Tàu hộ tống khu trục và tàu frigate sau Thế Chiến II lớn hơn những chiếc được chế tạo trong chiến tranh, và tăng cường khả năng tác chiến phòng không, nhưng vẫn nhỏ hơn và chậm hơn các tàu khu trục sau chiến tranh. Trong giai đoạn Chiến tranh Lạnh, tàu hộ tống khu trục lớn bằng những tàu khu trục trong Thế Chiến II, và Hải quân Hoa Kỳ cải biến một số tàu khu trục thời Thế Chiến II thành tàu khu trục hộ tống (escort destroyer – DDE).

## Mô tả chung

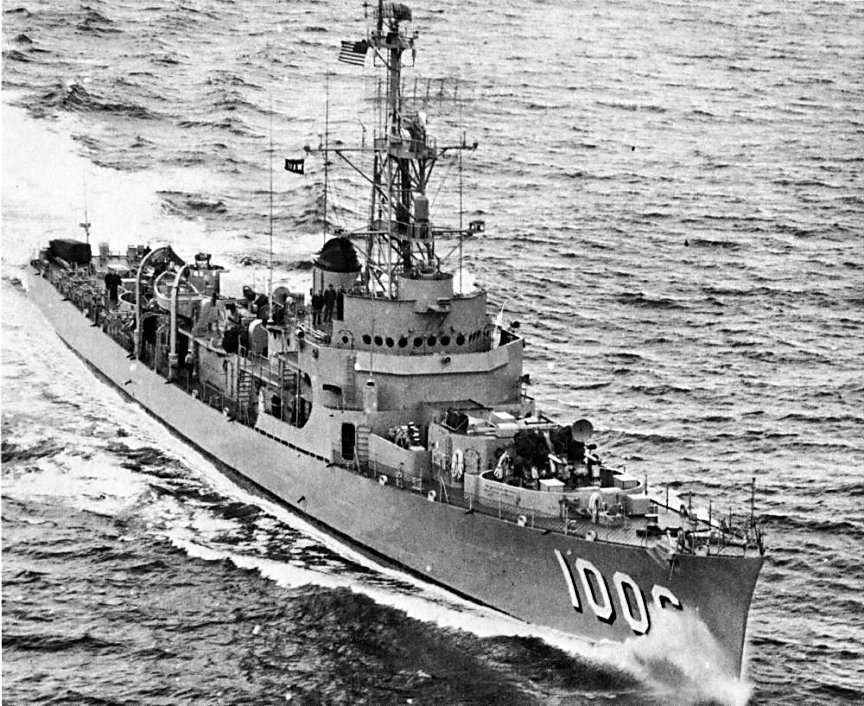
Tàu hộ tống khu trục

Tàu khu trục hạm đội cần có khả năng di chuyển nhanh bằng hoặc hơn các tàu chiến chủ lực nhanh như tàu sân bay hay tàu tuần dương; việc này đòi hỏi chúng phải đạt được tốc độ 25–35 kn (46–65 km/h) (tùy theo từng thời kỳ và hải quân từng nước). Chúng cũng cần mang theo ngư lôi vào pháo cỡ nhỏ hơn để đối đầu với tàu chiến đối phương, cũng như thiết bị cảm biến và vũ khi để đối phó với tàu ngầm.
Một tàu hộ tống khu trục chỉ cần tốc độ cơ động với một đoàn tàu vận tải di chuyển chậm (trong Thế Chiến II thường là với vận tốc 10–12 kn (19–22 km/h)) và có khả năng phòng không cũng như phát hiện, truy lùng và tấn công tàu ngầm đối phương. Những yêu cầu nhẹ nhàng này giúp giảm bớt đáng kể kích cỡ, chi phí và thủy thủ đoàn cho một tàu hộ tống khu trục. Chúng được tối ưu hóa cho chiến tranh chống tàu ngầm, có đường kính lượn vòng nhỏ hơn và vũ khí chuyên dụng chống ngầm (ví dụ như dàn súng cối chống ngầm Hedgehog bắn ra phía trước) so với tàu khu trục hạm đội. Tốc độ chậm hơn không hẳn là một nhược điểm đối với kiểu tàu này, vì sonar thời kỳ đó trở nên vô dụng với tốc độ trên 20 hải lý trên giờ (37 km/h).
Thay thế cho động cơ tuốc bin hơi nước trang bị trên các tàu khu trục và tàu chiến cỡ lớn, nhiều tàu khu trục hộ tống Hoa Kỳ thời Thế Chiến II có động cơ diesel-điện hoặc turbine-điện, khi phòng động cơ hoạt động như máy phát điện cung cấp dòng điện cho động cơ điện xoay trục chân vịt. Kiểu truyền động này được lựa chọn vì nó không đòi hỏi hộp số giảm tốc (vốn đang rất thiếu hụt do nhu cầu trang bị cho tàu khu trục hạm đội) để hạ số vòng quay động cơ xuống mức tối ưu cho chân vịt. Điện năng cung cấp còn được sử dụng cho các mục đích khác; và sau khi chiến tranh chấm dứt nhiều tàu khu trục hộ tống đã được cải biến để hoạt động như trạm phát điện nổi di động, cung cấp điện cho các thành phố tại Viễn Đông hay Châu Mỹ Latinh.
Tàu hộ tống khu trục cũng hữu ích trong nhiệm vụ tuần tra chống tàu ngầm ven biển và cột mốc radar canh phòng. Trong Thế Chiến II, bảy tàu hộ tống khu trục đã được cải biến thành tàu hộ tống khu trục cột mốc radar (DER), nhằm bổ sung cho các tàu khu trục hạm đội cột mốc radar. Cho dù chúng được rút về những vai trò thứ yếu sau chiến tranh, đến giữa những năm 1950, lại có thêm mười hai chiếc DE được cải biến thành DER và phục vụ cho đến giai đoạn 1960-1965. Nhiệm vụ của chúng là mở rộng phạm vi đường cảnh báo sớm từ xa (DEWL: Distant Early Warning line) trên cả hai phía bờ đại dương, phối hợp với 16 tàu cột mốc radar lớp Guardian, vốn là những tàu Liberty được cải biến.
Trong Thế Chiến II, khoảng 95 tàu hộ tống khu trục đã được Hoa Kỳ cải biến thành tàu vận chuyển cao tốc (APD). Việc này được thực hiện bằng cách bổ sung thêm một tầng sàn tàu, lấy chỗ cho khoảng 10 sĩ quan và 150 binh lính. Hai cần cẩu lớn cũng được trang bị hai bên mạn tàu, mỗi chiếc dùng cho việc hạ thủy một xuồng đổ bộ LCVP (Landing Craft, Vehicle, Personnel).